# Bataille des ejidos de Pasto
Campagne de Nariño dans le sud
(Guerre d'indépendance de la Colombie)
Batailles
m
- Alto Palacé
- Calibío
- Juanambú
- Tacines
- Ejidos de Pasto

La bataille des ejidos de Pastos est un affrontement armé entre les troupes patriotes des Provinces-Unies de Nouvelle-Grenade commandées par le général Antonio Nariño et les troupes royalistes basées dans la ville de San Juan de Pasto, commandées par Juan de Sámano. Se déroulant le 10 mai 1814 dans le cadre de la campagne de Nariño dans le sud, épisode de la guerre d'indépendance de la Colombie, la bataille se solde par la défaite des patriotes et la capture de Nariño, ce qui met fin à la campagne.

## Contexte
Lors de la bataille précédente, à Tacines, les royalistes ont été battus par les patriotes et se sont repliés, laissant la route de Pasto ouverte aux patriotes. Après la fuite des Espagnols vers Pasto, Nariño y envoie un espion afin de connaître la situation de l'ennemi qui, à son retour, lui indique qu'Aymerich a quitté la ville. Nariño ordonne alors la mobilisation de ses troupes pour y aller. Accompagné de son fils, le colonel Antonio Nariño Ortega, il se dirige vers les ejidos de Pasto afin de rejoindre le gros de son armée qui s'y trouve déjà. Mais, ils se font attaquer le 10 mai par un bataillon ennemi.

## Combats
Alors que Nariño avance jusqu'aux premières rues de la ville, son cheval se fait abattre. Pendant qu'il se défend contre ses adversaires à l'aide d'un pistolet, le capitaine Joaquín París Ricaurte vient lui prêter main-forte pour l'aider à s'échapper. Cependant, dans la confusion du combat, la colonne dirigée par le colonel Pedro Monsalve se replie vers Tacines, constatant que le reste de l'armée indépendantiste a été vaincu et croyant qu'Antonio Nariño a été fait prisonnier. Le 11 mai, les troupes de Nariño, qui se sont enfuies à Tacines, décident de se retirer définitivement de la bataille, le découragement et la méfiance ayant pris le dessus. La non-intervention de ces officiers et de ces soldats sera considérée, par la suite, comme un acte de grande trahison, les ordres de Nariño n'ayant pas été respectés. Lorsque Nariño, qui a réussi à s'échapper avec treize autres hommes dont Antonio Nariño Ortega et le général José María Cabal, se rend compte que ses troupes l'ont abandonné, il ordonne à son fils et à Cabal de protéger les soldats encore présents, leur déclarant qu'il les attendrait dans la montagne de las Lagartijas. Mais, après s'être caché pendant trois jours et les renforts ne venant pas à son secours, il décide de se rendre au maréchal Aymerich afin de « voir s'il pouvait négocier l'armistice avec le Président de Quito ».

## Conséquences
Après sa capture, Nariño est transféré en Espagne à la prison de Cadix et ne retournera dans le pays qu'en 1821, après avoir été libéré au cours de la Révolution de Riego.
Le triomphe des royalistes dans le sud de la Nouvelle-Grenade ne leur assure pas seulement le contrôle de la province de Popayán, mais contribue également à affaiblir la principale armée néogrenadine de l'époque, sans laquelle le pays ne pourra affronter l'expédition de Pablo Morillo qui commence la Reconquista par le siège de Carthagène en 1815 et défait les restes de l'armée patriote en 1816 lors de la bataille de la Cuchilla del Tambo.
Par la suite, les campagnes patriotiques seront pour la plupart commandées par des responsables vénézuéliens.
De même, la victoire décisive des pastusos royalistes permet aux guérilleros, dirigés par Agustín Agualongo (es), de se tenir prêts à affronter les patriotes au cours des dix années suivantes et de n'être battus que lors des Campagnes du Sud menées par Simón Bolívar et Antonio José de Sucre à partir de 1822.